# Andrea Rossi
Andrea Rossi (ur. 7 listopada 1986 w San Benedetto del Tronto) – włoski piłkarz występujący na pozycji obrońcy lub pomocnika.